# Сестрица Алёнушка и братец Иванушка (мультфильм)
«Сестрица Алёнушка и братец Иванушка» — советский рисованный мультфильм, снятый в 1953 году режиссёром-мультипликатором Ольгой Ходатаевой по мотивам одноимённой русской народной сказки.

## Сюжет
Жили-были на свете сестрица Алёнушка и братец Иванушка. Пошли они как-то на луг поработать, и на обратном пути сильно захотелось Иванушке водицы испить. Припал он к одной луже, у которой отпечаталось лошадиное копыто, но Алёнушка не дала ему из неё напиться, чтобы её брат не превратился в жеребёночка. Тогда Иванушка чуть не испил водицы из лужицы, у которой отпечаталось коровье копыто, но снова вовремя Алёнушка отвела его от неё. А вот из лужицы, у которой был след козьего копыта, братец всё же напился и стал козлёночком. Погоревала девица, да делать нечего, и стали они жить, как и жили.
Как-то ехал мимо их избушки добрый молодец, увидел прекрасную девушку и понял, что она — его судьба. Он попросил Алёнушку, чтобы она ждала осени. Тогда он вернётся к ней свататься. Согласилась Алёнушка и стала поджидать молодца, и уж дело клонилось к осени, да приключилась новая беда: пошёл Иванушка гулять и попал в плен к Бабе-Яге. Мышка помогла ему спастись.
Побежала Алёнушка в лес искать братца, присела у реки, но тут Баба-Яга утопила её. Тем временем вернулся к Алёнушке и Иванушке добрый молодец и никого не застал дома. Услышал он, как успевший убежать от Бабы-Яги Иванушка зовёт свою сестрицу у реки, поспешил и спас девушку.
В это время Баба-Яга снова вернулась за Иванушкой, но победил её молодец — выстрелил из лука, когда она превратилась в ворону. В этот же миг Иванушка из козлёнка превратился в мальчика. И зажили они все вместе лучше прежнего.

## Создатели фильма
| сценарий                   | Владимира Данилова |
| режиссёр                   | Ольга Ходатаева |
| художники-постановщики     | Пётр Носов, Александр Дураков |
| композитор                 | Анатолий Александров |
| оператор                   | Екатерина Ризо |
| звукооператор              | Георгий Мартынюк |
| ассистент художника        | Татьяна Сазонова |
| художники-мультипликаторы: | Лидия Резцова, Фаина Епифанова, Татьяна Таранович, Надежда Привалова, Борис Бутаков, Владимир Данилевич, Роман Давыдов, Вадим Долгих, Лев Попов |
| художники-декораторы       | Дмитрий Анпилов, Галина Невзорова, Константин Малышев                                                                                           |
| технический ассистент      | Г. Бродская |
| ассистент по монтажу       | А. Фирсова |

### Роли озвучивали
| Актёр              | Роль           |
| ------------------ | -------------- |
| Анастасия Зуева    | читает текст   |
| Вера Попова        | Иванушка       |
| Роза Макагонова    | Алёнушка       |
| Алексей Консовский | добрый молодец |
| С. Розенблюм       | Баба-Яга       |
| Нина Зорская       | мышка          |

- Актёры, озвучившие фильм, не указаны в титрах, но перечислены вместе со съёмочной группой в Приложении на странице 244[1] книги «Фильмы-сказки: сценарии рисованных фильмов» 1954 года выпуска[2].

## Переозвучка
В 2001 году мультфильм был отреставрирован и заново переозвучен компаниями «Студия АС» и «Детский сеанс 1». В новой версии была полностью заменена фонограмма, к переозвучиванию привлечены современные актёры, в титрах заменены данные о звукорежиссёре и актёрах озвучивания. Переозвучка была крайне негативно воспринята как большинством телезрителей, так и членами профессионального сообщества. Качество реставрации изображения также иногда подвергается критике.
- Озвучивание 2001 года: Ирина Маликова, Татьяна Канаева, Жанна Балашова, Борис Токарев